# СМ-24-ЗИФ
СМ-24-ЗИФ е съветско двустволно корабно зенитно оръдие калибър 57 mm, на въоръжение във ВМС на СССР през 1950-те години.

## История

### Разработка
На 14 март 1946 г. е утвърдено тактико-техническото задание да се: създаване на 57 mm двуоръдейна автоматична установка за въоръжение на подводниците. Официалният проект е утвърден през 1947 г., автор на проекта е ЦКБ-34. Установката получава кодовият индекс СМ-24. Пробните образци са произведени през 1948 – 1950 г. в завод № 4. През октомври 1949 г. преминават заводските изпитания на установката, според резултатите на които завод № 7 се задължава да доработи установката СМ-24. Първият опитен образец след провеждане на предварителните довършителни изпитания в завод № 4 през декември 1949 г. е доставен в завод № 7. През същия месец е получена и работната документация от ЦКБ-34.

### Довършителни изпитания
В хода на изпитанията на установката СМ-24 са извени множество недостатъци, в числото на които фигурират ниската надеждност на автоматичната система; невярно разположение на наводчиците и прицела, което влошава обзора и изключва следенето на целите при максимален ъгъл на вертикална наводка; нарушение на условията на ТТЗ по маса на установката, скоростите на ръчната наводка и ъгъла на следене, а също и отсъствие на механизъм за изключване на автомата в опасните зони. През януари 1950 г. завод № 7 пристъпва към коригиране на установката и разработката на нови работни чертежи. По тях, през декември на същата година, завод № 7 произвежда опитен образец на установката, получил заводския номер 101. през същия месец № 101 преминава довършителни изпитания в обем 215 изстрела.

### Заводски изпитания
От януари до април 1951 г. преминават заводските изпитания, през юли 1951 г. на полигон са проведени контролните изпитания, през август-септември 1951 г. са държавните полигонни изпитания. По резултатите от изпитанията комисията препоръчва да се подобри антикорозионното покритие на оръдията. В същата година, през февруари, в завод № 7 изготвен нов опитен образец на установката № 102, който преминава доработка през зимата на 1951 – 1952 г. с участието на НИИ-13 (антикорозионното покритие). През март-април 1952 г. на полигон са проведени неговите контролни изпитания, след които установката № 102 е изпратена в Севастопол за провеждане на държавните корабни изпитания.

### Държавни изпитания
Държавните корабни изпитания са проведени на два етапа: отначало през септември-октомври 1952 г., а след това през април-юни 1953 г. Сумарният обем изпитания съставя 2057 изстрела. Изпитанията са на подводната лодка С-61 (проект 613). В хода им лодката има 25 излизания в морето и 77 потапяния на дълбочина 170 – 178 метра. От резултатите на изпитанията са отбелязани: темпа на стрелба на левия автомат (100,8 – 115,4 изстрела в минута) се оказва малко по-висок от темпа на стрелба на десния автомат (100,2 – 113,9 изстрела в минута). Но практическата скорострелност на всеки един от стволовете при непрекъсната наводка без оглед на времето за охлаждене съставлява 80 изстрела в минута. В официалния акт за изпитанията на С-61 е отбелязано, че артилерийската установка е надеждна в работата си и може да се използва в бой при състояние на морето от 2 до 3 бала. Но уплътненията на УРС и хидросистемата се оказват ненадеджни, а производителността на съществуващия на подлодката подемник за боеприпаси е равна на половината скорострелност на СМ-24-ЗИФ. Съгласно акта, за подводници е необходим втори подемник.

### Доработки
Като цяло, според резултататите от корабните изпитания установката, с кодово название СМ-24-ЗИФ, е препоръчана за приемане на въоръжение. Една от установките серийно производство (№ 148) преминава изпитания за живучест в обем на 13 хиляди изстрела и успешно го издържа. Втора установка, произведена 1953 г., (№ 164) е доработена след полигонните изпитания, а през април 1954 г. е изпратена в Николаев, където през юни-юли 1954 г. на подводницата С-89 преминава успешно държавните контролни изпитания. Заповед на главкома на ВМФ № 0033 от 20 януари 1955 г. потвърждава приемането на установката на въоръжение.

### Схема
Артустановката СМ-24-ЗИФ име ствол-моноблок. Извивката на нарезите е намалена от 35 до 30 калибра. Автоматиката работи за сметка на енергията на отката при къс ход на ствола. Досилателя е пружинен при дължина на досилката 715 mm. Схемата на зареждане е с пълнител (3 патрона в един пълнител). Спирачката на отката е хидравлична вретенен тип, накатника е пружинен. Двата автомата са поместени в обща люлка. Универсалният регулатор на скорост е реверсивен с разделно изпълнение. Регулаторите са два номера: № 2,5 за вертикалната наводка и № 5 за хоризонталната наводка. Трансмисиите за вертикалната и хоризонталната наводка имат общ електродвигател тип МПМ-22, който се намира вътре в корпуса на лодката заедно с пусковия реостат. Движението към вала к хидроприводите към установката се осъществява чрез специално салниково устройство.

### Производство
Производството на артустановките СМ-24-ЗИФ е от 1951 г. по чертежите на опитния образец на заводите с номера 7 и 232, прицелите произвежда завод № 357. Всичко са произведени 121 установки, без да се включват опитните образци (66 установки от №№103 – 128 и 55 от № 01П—55П). 26-те първи установки имат индекса СМ-24-ЗИФ, последващите установки имат индекс СМ-24-ЗИФ1 (на последната система е снижен ъгъла на вертикална наводка до нула).

### Изваждане от въоръжение
В края на 1950-те години установките СМ-24-ЗИФ са свалени от подводниците и изпратени на склад, където се съхраняват поне до 1991 г.

## Параметри
| Характеристика                  | Показател           |
| ------------------------------- | ------------------- |
| Калибър, mm                     | 57                  |
| Дължина на ствола, клб.         | 78,7                |
| Ъгъл на ВН                      | от -6° до +85°      |
| Ъгъл на ХН                      | 147°                |
| Макс. скорост на ХН             | 30 градуса/s        |
| Макс. скорост на ВН             | 20 град./s          |
| Маса, kg                        | 7300                |
| Скорострелност                  | 100 изстрела/минута |
| Маса на снаряда, kg             | 6,35                |
| Начална скорост на снаряда, m/s | 1020                |
| Далечина на стрелбата, m        | 8420                |